# Ільїнський (Совєтський район)
Ільї́нський (рос. Ильинский, марій. Ильин почиҥга) — починок у складі Совєтського району Марій Ел, Росія. Входить до складу Алексієвського сільського поселення.

## Населення
Населення — 10 осіб (2010; 12 у 2002).
Національний склад (станом на 2002 рік):
- марі — 83 %